# Khaan Khuns-Erchim FC
Khaan Khuns - Erchim Football Club – mongolski klub piłkarski który swoje mecze rozgrywa na Erchim Stadium w Ułan Bator. Drużyna gra obecnie w Mongolian National Premier League, najwyższej klasie rozgrywkowej w Mongolii.

## Sukcesy
- Mistrzostwo Mongolii - 13 razy (1996, 1998, 2000, 2002, 2007, 2008, 2012, 2013, 2015, 2016, 2017, 2018, 2022)
- Puchar Mongolii - 9 razy (1996, 1997, 1998, 1999, 2000, 2011, 2012, 2015, 2019)
- Superpuchar Mongolii - 7 razy (2011, 2012, 2013, 2014, 2015, 2016, 2017)[3]

## Występy Międzynarodowe
- Puchar AFC w piłce nożnej: 1 występ

AFC Cup 16/17: Faza grupowa
- Puchar Prezydenta AFC: 2 występy

Puchar Prezydenta AFC 2012: Faza grupowa
Puchar Prezydenta AFC 2013: Faza grupowa

## Skład
| Nr | Poz. | Piłkarz                  |
| -- | ---- | ------------------------ |
| 1  | BR   | Ariunbold Batsaikhan     |
| 6  | PO   | Anar Batchuluun          |
| 8  | OB   | Enkhjargal Tserenjav     |
| 10 | PO   | Munkh-Erdene Tuguldur    |
| 11 | PO   | Batbilguun Ganbaatar     |
| 15 | NA   | Soyol-Erdene Gal-Erdene  |
| 19 | PO   | Batjargal Sanjaadamba    |
| 19 | PO   | Munkhbaysakh Tugsmandakh |
| 20 | OB   | Bilgüün Ganbold          |
| 21 | PO   | Enkhbayar Adiyasuren     |
| 22 | BR   | Tumurkhuyag Tsegmid      |
| 24 | OB   | Dulguun Tumurbaatar      |
| 32 | PO   | Davaakhuu Zoljargal      |
| 33 | PO   | Shinezuum Chunchignorov  |
| 37 | NA   | Batchuluun Munkhtuvshin  |

| Nr | Poz. | Piłkarz                  |
| -- | ---- | ------------------------ |
| -  | PO   | Yuta Mishima             |
| -  | NA   | Altansukh Tsolmon        |
| -  | BR   | Törbat Tulga             |
| -  | BR   | Gantömör Delgerdalay     |
| -  | OB   | Davajav Battur           |
| -  | OB   | Tuguldur Galt            |
| -  | PO   | Temuujin Gan-Ochir       |
| -  | PO   | Khishigdorj Gajküü       |
| -  | PO   | Gantömör Ankhbayar       |
| -  | PO   | Bolorsukh Jargal         |
| -  | OB   | Gochoo Bilguun           |
| -  | PO   | Hiroya Kiyomoto          |
| -  | NA   | Enkhtur Tsagaantsooj     |
| -  | BR   | Purevsuren Jargalsaikhan |
| -  | NA   | Yushi Kawaguchi          |
| -  | PO   | Ruslan Veklich           |